# Bart Formijne

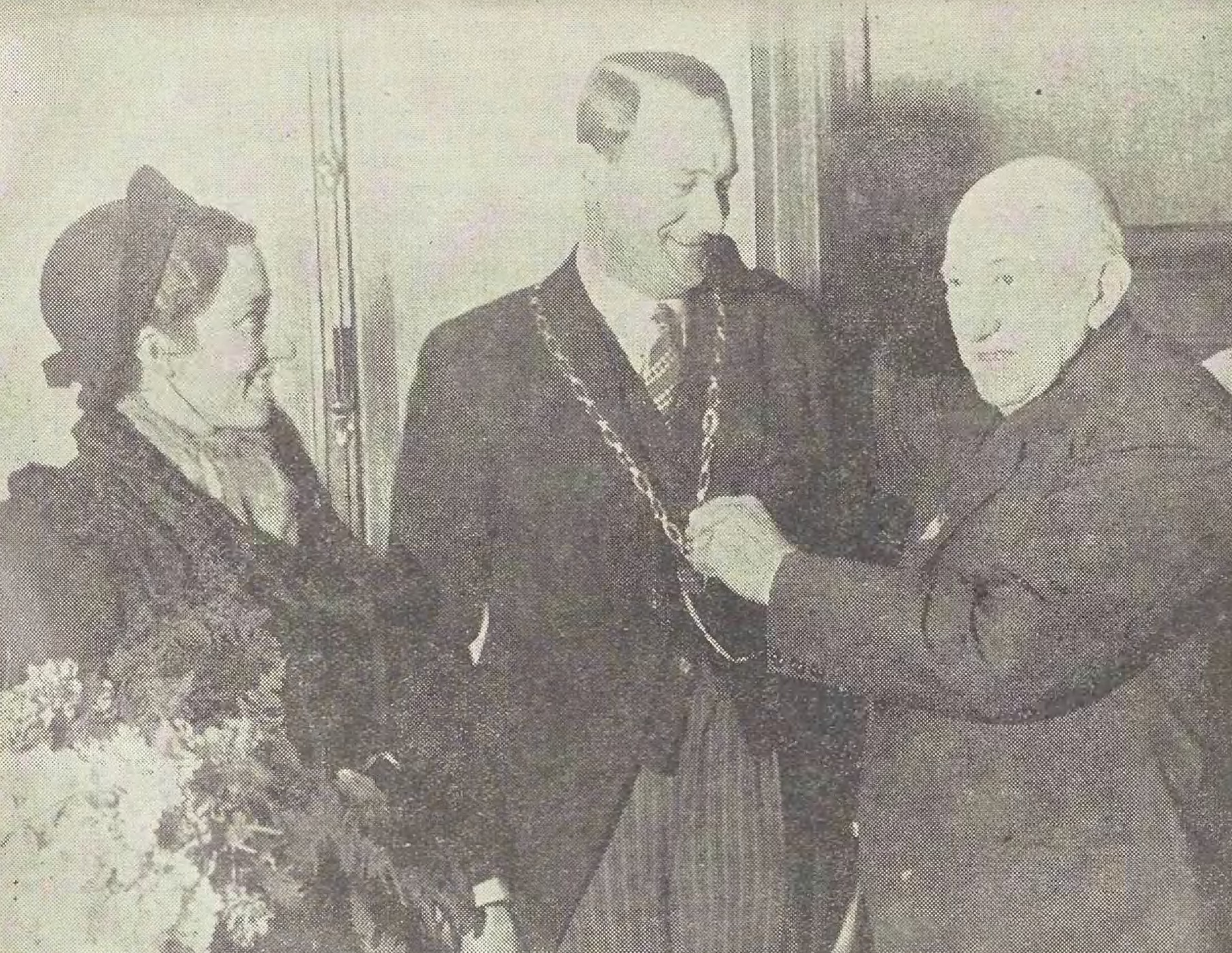
Installatie burgemeester B. Formijne (1938)

Bart Formijne (Wadenoijen, 20 augustus 1897 – 6 april 1978) was een Nederlands politicus. 
Hij werd geboren als zoon van Peter Albertus Formijn Formijne (1862-1946; landbouwer) en Elisabeth Alida Hendrika van der Maarel (1870-1946). Hij volgde in 1924 C. te Boveldt op als gemeente-ontvanger van Ophemert en in 1938 werd Formijne benoemd tot burgemeester van de gemeente Est en Opijnen. In september 1944 dook hij onder waarop ontslag volgde. Na de bevrijding was hij tot oktober 1945 gestaakt waarna hij zijn functie kon hervatten. Op zijn verzoek werd hem in 1955 ontslag verleend en in 1978 overleed Formijne op 80-jarige leeftijd. 